# 若島正
若島 正（わかしま ただし、1952年8月10日 - ）は、日本の英文学者・翻訳家。京都大学名誉教授。日本ナボコフ協会運営委員。翻訳者としては、ナボコフを専門とするが、SF、ミステリ、ファンタジー、ホラーからB級C級小説までジャンルを問わずマニアである。

## 略歴
京都市生まれ。1968年洛星高等学校、1972年京都大学理学部卒。当初は数学者を目指していたが、英米文学に転向し、京都大学文学部英文科卒、同大学院文学研究科修士課程修了。1984年神戸大学教養部助手、1985年専任講師、1987年京大教養部助教授、1992年総合人間学部助教授、1995年文学部助教授、1996年文学研究科助教授、2001年教授。2018年定年退官、名誉教授となる。

## 人物
詰将棋作家、チェス・プロブレム作家でもある。中学生の頃から詰将棋の世界にのめりこみ、1966年「詰将棋パラダイス」誌で入選。詰将棋の二大賞である塚田賞を7回、看寿賞を9回それぞれ受賞。詰将棋作家の親睦団体「創棋会」の会長も務めた。
チェス・プロブレム作家としては、チェス・プロブレム専門誌 "Problem Paradise" 編集長。日本チェスプロブレム協会会長。『NPOチェス将棋交流協会』理事長。チェス・プロブレムを解く世界大会の日本代表でもあり、チェス・プロブレムの解答者として、最高資格の「グランド・マスター」に次ぐ「インターナショナル・マスター」の資格を、1997年に日本人で初めて獲得。世界ランキング8位にまでなった。プロブレム創作の国際審査員（フェアリー作局限定）でもある。
また、チェス・プロブレムの解答選手権をヒントに、2004年から『チェス将棋交流協会』主宰で「詰将棋解答選手権」を創設した。実行委員長であったため、自らは出場していなかったが、2014年には初めて選手として出場。久保利明や広瀬章人などのトッププロや、宮田敦史や船江恒平などの歴代優勝者を抑えて、61歳で初優勝（最年長記録）した。
『将棋世界』昭和63年4月号にて、詰将棋初級編（3手・5手詰）40題をどれだけ早く解けるかを競う「タイムトライアル112」にトッププロに混じって参加した際には、トッププロの倍のスピードで解答し、2分29秒で1位であった（谷川4分21秒、森内4分26秒、村山4分39秒、羽生4分40秒、佐藤4分59秒、田中5分28秒、浦野5分48秒、清水女流7分55秒、塚田8分35秒、沼15分20秒、山田女流22分52秒）。
指将棋でも、1975年にアマチュアの全国大会の一つである、赤旗名人戦で優勝したことがある。同1975年から将棋観戦記者としても活躍。1982年には、第六回読売アマ日本一決定戦の決勝で、真剣師といわれた小池重明と戦って敗れている。この対戦は『真剣師小池重明 疾風三十一番勝負』（団鬼六・宮崎国夫、1996年、幻冬舎、ISBN 978-4877281168） に描かれている。
また、「葵」の名義で読売新聞の将棋観戦記を執筆した。2005年には将棋ペンクラブ大賞選考委員も務めた。2020年、第32回将棋ペンクラブ大賞技術部門の大賞を『盤上のフロンティア』で受賞。2024年、第36回将棋ペンクラブ大賞観戦記部門の大賞 を「第71期王座戦五番勝負第3局」藤井聡太－永瀬拓矢（日本経済新聞）の観戦記により受賞。
2021年から読売文学賞選考委員。2023年、『黄金虫変奏曲』（リチャード・パワーズ著）の翻訳により、森慎一郎とともに、第9回日本翻訳大賞・最終候補。
竹本健治が創設した変格ミステリ作家クラブの会員。

## 著書

### 単著
- 『盤上のパラダイス 詰将棋マニアのおかしな世界』（三一書房） 1988年／増訂版（河出文庫） 2023年 - 詰将棋ファンが長年に渉って制作している同人誌『詰将棋パラダイス』の歴史を扱う。
- 『華麗な詰将棋 盤上のラビリンス』（光文社文庫） 1993年
- 『盤上のファンタジア 若島正詰将棋作品集』（河出書房新社） 2001年、新装版 2017年
- 『盤上のフロンティア 若島正詰将棋新作品集』（河出書房新社） 2019年 - 将棋ペンクラブ大賞技術部門大賞[1]
- 『詳解 詰将棋解答選手権 チャンピオン戦 2004~2019』（マイナビ出版） 2020年
- 『詳解 詰将棋解答選手権 初級・一般戦 2009~2019』（マイナビ出版） 2020年
- 『詰将棋の誕生 『詰むや詰まざるや』を読み解く』（平凡社） 2024年8月

以下は文学関連
- 『乱視読者の冒険 奇妙キテレツ現代文学ランドク講座』（自由国民社、読書の冒険シリーズ） 1993年
- 『乱視読者の帰還』（みすず書房） 2001年 - 本格ミステリ大賞受賞（評論・研究部門）[5]
- 『乱視読者の英米短篇講義』（研究社） 2003年 - 第55回読売文学賞受賞（随筆・紀行部門）[2]
- 『乱視読者の新冒険』（研究社） 2004年
- 『殺しの時間 乱視読者のミステリ散歩』（バジリコ） 2006年
- 『ロリータ、ロリータ、ロリータ』（作品社） 2007年
- 『乱視読者のSF講義』（国書刊行会） 2011年

### 共著
- 『朝日アマ・プロ角落戦〈第1回〉』東公平,関則可,柿沼昭治共著、木本書店、1980年

### 監修
- 『将棋ファンにも楽しめる初めてのチェス1手・2手詰集』（監修、湯川博士著、山海堂） 2003年

### 責任編集（横山茂雄と編者代表）＜ドーキー・アーカイヴ＞全10巻予定
- 『虚構の男』（L・P・デイヴィス、矢口誠訳、国書刊行会） 2016年5月
- 『人形つくり』（サーバン、館野浩美訳、国書刊行会） 2016年5月
- 『鳥の巣』（シャーリイ・ジャクスン、北川依子訳、国書刊行会） 2016年11月
- 『誰がスティーヴィ・クライを造ったのか?』（マイクル・ビショップ、小野田和子訳、国書刊行会） 2017年11月
- 『さらば、シェヘラザード』（ドナルド・E・ウェストレイク、矢口誠訳、国書刊行会） 2018年6月
- 『死者の饗宴』（ジョン・メトカーフ、横山茂雄・北川依子訳、国書刊行会） 2019年5月
- 『アフター・クロード』（アイリス・オーウェンス、渡辺佐智江訳、国書刊行会） 2021年9月
- 『缶詰サーディンの謎』（ステファン・テメルソン、 大久保譲訳、横山茂雄と編・監修、国書刊行会） 2024年9月
- 『ライオンの場所』 (チャールズ・ウィリアムズ 横山茂雄訳、国書刊行会) – 2025.4

### 編訳書
- 『海を失った男』（シオドア・スタージョン、晶文社） 2003年、河出文庫 2008年
- 『アジアの岸辺』（トマス・M・ディッシュ、浅倉久志ほか共訳、国書刊行会） 2004年
- 『ベータ2のバラッド』（サミュエル・R・ディレイニーほか、国書刊行会） 2006年

浅倉久志,板倉厳一郎,伊藤典夫,小野田和子共訳
- 『狼の一族 アンソロジー / アメリカ篇』（早川書房、異色作家短篇集18） 2007年
- 『棄ててきた女 アンソロジー / イギリス篇』（早川書房、異色作家短篇集19） 2007年
- 『エソルド座の怪人 アンソロジー / 世界篇』（早川書房、異色作家短篇集20） 2007年
- 『〈ウィジェット〉と〈ワジェット〉とボフ』（シオドア・スタージョン、小鷹信光,霜島義明,宮脇孝雄共訳）、河出書房新社、2007年、河出文庫 2010年
- 『モーフィー時計の午前零時』（国書刊行会） 2009年 - チェス小説のアンソロジー
- 『書きなおすナボコフ、読みなおすナボコフ』（沼野充義と共編、研究社） 2011年
- 『アップダイクと私 アップダイク・エッセイ傑作選』（ジョン・アップダイク、編訳、森慎一郎共訳、河出書房新社） 2013年
- 『ベスト・ストーリーズI ぴょんぴょんウサギ球』（編訳、早川書房） 2015年

片岡義男,岸本佐知子,木原善彦,佐々木徹,柴田元幸,谷崎由依,中村和恵,藤井光,古屋美登里,桃尾美佳,森慎一郎共訳
- 『ベスト・ストーリーズII 蛇の靴』（編訳、早川書房） 2016年

桃尾美佳,渡辺佐智江,佐々木徹,木原善彦,小林久美子,喜志哲雄,宮脇孝雄，森慎一郎,柴田元幸,岸本佐知子,谷崎由依,藤井光共訳
- 『ベスト・ストーリーズIII　カボチャ頭』（早川書房） 2016年

### 訳書
- 『わが家の武器庫』（ポール・セロー、喜志哲雄共訳、講談社） 1988年
- 『マイクロチップの魔術師』（ヴァーナー・ヴィンジ、新潮文庫） 1989年
- 『幻想と文学』（エリック・S・ラブキン、東京創元社） 1989年
- 『ゴースト・ストーリー』上・下（ピーター・ストラウブ、ハヤカワ文庫） 1994年
- 『「志向姿勢」の哲学 人は人の行動を読めるのか?』（ダニエル・C・デネット、河田学共訳、白揚社） 1996年
- 『ハイパーテクスト 活字とコンピュータが出会うとき』（ジョージ・P・ランドウ、板倉厳一郎,河田学共訳、ジャストシステム） 1996年
- 『完全チェス読本』 (1)・(3)（マイク・フォックス / リチャード・ジェイムズ、毎日コミュニケーションズ） 1998年。(2)は松田道弘訳
- 『告発者』（ジョン・モーティマー、早川書房） 1999年
- 『アラビアン・ナイトメア』（ロバート・アーウィン、国書刊行会） 1999年
- 『ガラテイア2.2』（リチャード・パワーズ、みすず書房） 2001年
- 『壜の中の手記』（ジェラルド・カーシュ、晶文社） 2002年、新編（角川文庫） 2006年

西崎憲,駒月雅子,吉村満美子共訳
- 『どんがらがん』（アヴラム・デイヴィッドスン、殊能将之編）、河出書房新社 2005年、河出文庫 2014年

浅倉久志,伊藤典夫,中村融,深町眞理子共訳
- 『エドマンド・ウィルソン批評集 (2) 文学』（エドマンド・ウィルソン、中村紘一,佐々木徹共訳、みすず書房） 2005年
- 『煙に巻かれて』（ギリェルモ・カブレラ＝インファンテ、青土社） 2006年
- 『蒸気駆動の少年』（ジョン・スラデック、柳下毅一郎編、河出書房新社） 2008年

他の訳者は浅倉久志,伊藤典夫,大森望,大和田始,風見潤,酒井昭伸,野口幸夫,山形浩生
- 『ボビー・フィッシャーを探して』（フレッド・ウェイツキン、みすず書房） 2014年
- 『私のカトリック少女時代』（メアリー・マッカーシー、河出書房新社、須賀敦子の本棚7） 2019年
- 『愛なんてセックスの書き間違い』（ハーラン・エリスン、渡辺佐智江共訳、国書刊行会、未来の文学） 2019年
- 『黄金虫変奏曲』（リチャード・パワーズ、森慎一郎共訳、みすず書房） 2022年
- 『ワンダ・ヒッキーの最高にステキな思い出の夜』（ジーン・シェパード、浅倉久志共訳、河出書房新社） 2024

#### ウラジーミル・ナボコフ
- 『ディフェンス』（ウラジーミル・ナボコフ、河出書房新社） 1999年、新装版 2008年。河出文庫 2022年
- 『透明な対象』（ナボコフ、中田晶子共訳、国書刊行会） 2002年
- 『ナボコフ＝ウィルソン往復書簡集』（中村紘一共訳、作品社） 2004年
- 『ロリータ』（ナボコフ、新潮社） 2005年、新潮文庫 2006年（大江健三郎解説）。新潮社「ナボコフ・コレクション5」 2019年
- 『ローラのオリジナル』（ナボコフ、作品社） 2011年
- 『ナボコフ全短篇』（作品社、2011年）

秋草俊一郎・諫早勇一・貝澤哉・加藤光也・杉本一直・沼野充義・毛利久美共訳
- 『記憶よ、語れ 自伝再訪』（ナボコフ、作品社） 2015年
- 『新訳版 アーダ』上・下（ナボコフ、早川書房） 2017年

## 雑誌連載
- 「殺しの時間」（『ハヤカワ・ミステリマガジン』1991年 - 1995年）
- 「失われた小説を求めて」（『ハヤカワ・ミステリマガジン』1996年 - 2000年）
- 「乱視読者のSF短篇講義」（『S-Fマガジン』）
- 「乱視読者の小説千一夜」（『S-Fマガジン』）
- 「夢想の研究」（『詰将棋パラダイス』2014年8月号 - ）
- 「乱視読者の読んだり見たり」（『紙魚の手帖』vol.02 DECEMBER 2021 - ）